# Mazeppa (Liszt)

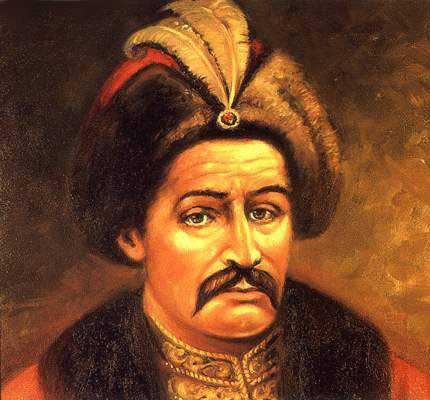
Ivan Mazepa.

Mazeppa S.100 é um dos treze poemas sinfónicos de Franz Liszt, composto em 1851. É o número 6 dos seus poemas sinfónicos, escritos durante o seu período em Weimar. Conta a história da vida da personagem homónima, Ivan Mazepa, um sedutor de uma nobre dama da Polónia que foi amarrado nu a um cavalo selvagem, que o transportou até à Ucrânia. Aí os cossacos libertaram-no e fizeram dele o seu hetman.
A mesma personagem tinha inspirado Victor Hugo em Les Orientales e Lord Byron.
A peça foi estreada no Teatro da Corte de Weimar em 16 de abril de 1854.

## Estrutura
O compositor segue a narrativa huguiana para descrever a cavalgada do herói através das imensas estepes no primeiro andamento. As cordas abordam o tema principal, que se transforma e distorce com seis batidas dos timbales, que evocam a queda do cavaleiro. Após um silêncio, as cordas, o fagote e uma trompa solo traduzem o estupor do acidentado, ressuscitado pelos trompetes em Allegro marziale. Os cossacos colocam Mazeppa à frente do seu exército (ouve-se uma marcha) e o tema do herói desdobra-se para concluir em glória.